# Долина р. Сатера
Долина річка Сатера — заповідне урочище, розташоване на схід від села Сонячногірське Алуштинської міської ради АР Крим. Створене відповідно до Постанови ВР АРК № 353 від 20 травня 1980 року.

## Загальні відомості
Землекористувачем є ДП «Алуштинське лісогосподарство», квартал 43, розташоване на південно-східному схилі гори Демерджі-яйла, у долині річки Сатера, на схід від села Сонячногірське. Площа урочища 10 гектарів.
У результаті тривалого вивітрювання та ерозії на одному з берегів річки Сатера утворилися так звані «кам'яні гриби». Великих кам'яних грибів залишилося два, висота одного з них становить близько 7 м, а другого — 3 м.
Урочище створено з ціллю комплексного збереження в природному стані відокремленого цілісного ландшафту з оригінальними формами денудаційного рельєфу в долині річки Сатера, що має наукове природоохоронне і естетичне значення.